# 沙拉河

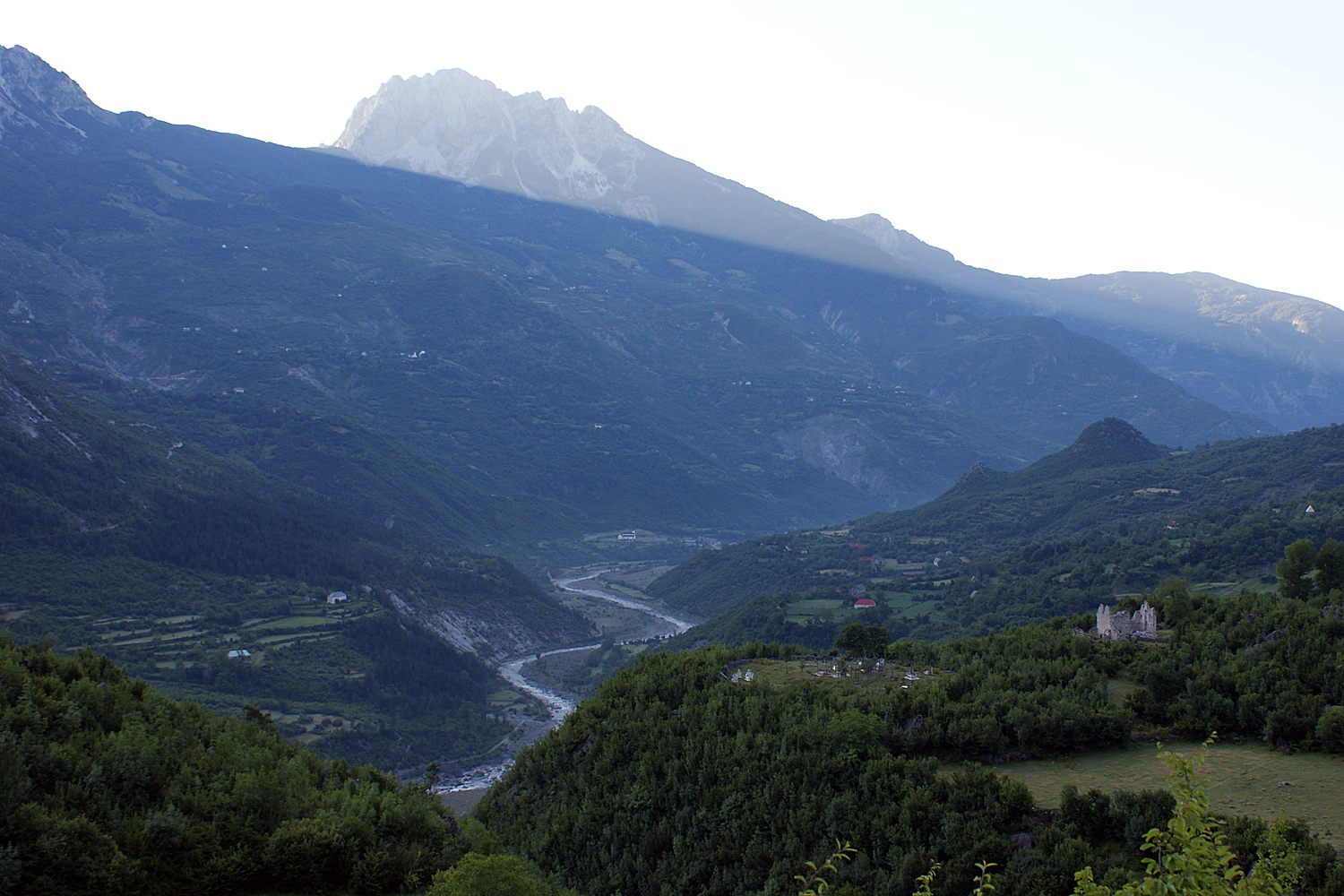

42°12′5″N 19°49′1″E / 42.20139°N 19.81694°E
沙拉河，是阿爾巴尼亞的河流，位於該國北部，發源自普羅克勒迪耶地區，最終注入科曼湖，河道全長36公里，流域面積269平方公里，該河流平均流量每秒34立方米。